# Belmont Abbey College Men's Volleyball 2024
Questa voce raccoglie le informazioni riguardanti il Belmont Abbey College Men's Volleyball nella stagione 2024.

## Stagione
Il Belmont Abbey College partecipa per la dodicesima volta alla Conference Carolinas: dopo il primo posto in regular season, al torneo di conference supera in semifinale la Mount Olive, andando poi a conquistare il secondo titolo di conference della sua storia grazie al successo sulla North Greenville.
Partecipa per la seconda volta al torneo NCAA Division I, sconfitto ai quarti di finale dalla CSU Long Beach.

## Organigramma societario
Area direttiva
- Presidente: Stephen Miss
- Direttore delle comunicazioni: Jim Stephan

Area tecnica
- Allenatore: Derek Sullivan
- Allenatore associato: Peter Stewart
- Assistente allenatore volontario: Gavin Schaffer
- Preparatore atletico: Adam Smith

## Rosa
| N° | Nome                | Ruolo | Data di nascita | Nazionalità sportiva | Anno      |
| -- | ------------------- | ----- | --------------- | -------------------- | --------- |
| 1  | Luke Zelnis         | S     | -               | Stati Uniti          | Freshman  |
| 2  | Jibriel Elhaddad    | C     | -               | Stati Uniti          | Sophomore |
| 3  | Alejandro Leon      | L     | -               | Stati Uniti          | Freshman  |
| 4  | Evan Weiner         | C     | -               | Stati Uniti          | Freshman  |
| 5  | Evan Ford           | S     | -               | Stati Uniti          | Freshman  |
| 7  | Connor Cottrill     | O     | -               | Stati Uniti          | Freshman  |
| 8  | Aidan Acton         | S     | -               | Stati Uniti          | Freshman  |
| 9  | Matthew Staskunas   | S     | -               | Stati Uniti          | Junior    |
| 10 | Zach Puentes        | S     | -               | Stati Uniti          | Freshman  |
| 11 | Jack Walsh          | P     | -               | Stati Uniti          | Junior    |
| 12 | Clayton Zimmerman   | P     | -               | Stati Uniti          | Senior    |
| 14 | Christian Rodriguez | L     | -               | Stati Uniti          | Junior    |
| 16 | Brian Knoerr        | O     | -               | Stati Uniti          | Junior    |
| 17 | Joseph Morris       | P     | -               | Stati Uniti          | Freshman  |
| 18 | Ethan Rehmann       | C     | -               | Stati Uniti          | Junior    |
| 19 | Duncan McGehee      | O     | -               | Stati Uniti          | Freshman  |
| 20 | Garrett Hockman     | C     | -               | Stati Uniti          | Freshman  |
| 21 | Colin Jones         | S     | -               | Stati Uniti          | Freshman  |
| 22 | Zach Cramer         | P     | -               | Stati Uniti          | Junior    |
| 23 | Zeke Jarzyniecki    | S     | -               | Stati Uniti          | Freshman  |
| 24 | Ryan Charles        | S     | -               | Stati Uniti          | Junior    |
| 25 | Matthew Mokan       | S     | -               | Stati Uniti          | Freshman  |
| 26 | Alex Winiarczyk     | S     | -               | Stati Uniti          | Junior    |

## Mercato
| Acquisti | Acquisti        | Acquisti               | Acquisti   |
| R.       | Nome            | da                     | Modalità   |
| -------- | --------------- | ---------------------- | ---------- |
| S        | Aidan Acton     | Servite HS             | definitivo |
| O        | Connor Cottrill | Rutherford B. Hayes HS | definitivo |
| C        | Garrett Hockman | Hudson HS              | definitivo |
| S        | Colin Jones     | Westlake HS            | definitivo |
| L        | Alejandro Leon  | Southwest Miami SHS    | definitivo |
| O        | Duncan McGehee  | Marvin Ridge HS        | definitivo |
| S        | Matthew Mokan   | Hawaii Baptist         | definitivo |
| P        | Joseph Morris   | Walter Johnson HS      | definitivo |
| C        | Evan Weiner     | Manchester Township HS | definitivo |
| S        | Luke Zelnis     | St. Dominic HS         | definitivo |

| Cessioni | Cessioni        | Cessioni     | Cessioni   |
| R.       | Nome            | a            | Modalità   |
| -------- | --------------- | ------------ | ---------- |
| L        | Ben Anderson    | -            | ritirato   |
| C        | Jay Beller      | -            | ritirato   |
| L        | Daniel Cerqua   | -            | ritirato   |
| S        | Gage Giller     | -            | ritirato   |
| P        | Matthew Maxwell | -            | ritirato   |
| S        | Matteo Miselli  | CUS Cagliari | definitivo |
| C        | Nolan Schmidt   | -            | ritirato   |

## Statistiche

### Statistiche di squadra
| Competizione                         | Punti | In casa | In casa | In casa | In trasferta | In trasferta | In trasferta | Campo neutro | Campo neutro | Campo neutro | Totale | Totale | Totale |
| Competizione                         | Punti | G       | V       | P       | G            | V            | P            | G            | V            | P            | G      | V      | P      |
| ------------------------------------ | ----- | ------- | ------- | ------- | ------------ | ------------ | ------------ | ------------ | ------------ | ------------ | ------ | ------ | ------ |
| Conference Carolinas NCAA Division I | .808  | 12      | 9       | 3       | 9            | 7            | 2            | 5            | 5            | 0            | 26     | 21     | 5      |
| Totale                               | .808  | 12      | 9       | 3       | 9            | 7            | 2            | 5            | 5            | 0            | 26     | 21     | 5      |

G = partite giocate; V = partite vinte; P = partite perse

### Statistiche dei giocatori
| Giocatore      | Conference Carolinas NCAA Division I | Conference Carolinas NCAA Division I | Conference Carolinas NCAA Division I | Conference Carolinas NCAA Division I | Conference Carolinas NCAA Division I | Totale | Totale | Totale | Totale | Totale |
| Giocatore      | P                                    | PT                                   | AV                                   | MV                                   | BV                                   | P      | PT     | AV     | MV     | BV     |
| -------------- | ------------------------------------ | ------------------------------------ | ------------------------------------ | ------------------------------------ | ------------------------------------ | ------ | ------ | ------ | ------ | ------ |
| A. Acton       | 10                                   | 3                                    | 0                                    | 0                                    | 3                                    | 10     | 3      | 0      | 0      | 3      |
| R. Charles     | 22                                   | 95,5                                 | 82                                   | 6,5                                  | 7                                    | 22     | 95,5   | 82     | 6,5    | 7      |
| Z. Cramer      | 13                                   | 2                                    | 0                                    | 0                                    | 2                                    | 13     | 2      | 0      | 0      | 2      |
| J. Elhaddad    | 25                                   | 217                                  | 147                                  | 64                                   | 6                                    | 25     | 217    | 147    | 64     | 6      |
| E. Ford        | 3                                    | 4                                    | 3                                    | 0                                    | 1                                    | 3      | 4      | 3      | 0      | 1      |
| G. Hockman     | 14                                   | 40,5                                 | 21                                   | 14,5                                 | 5                                    | 14     | 40,5   | 21     | 14,5   | 5      |
| Z. Jarzyniecki | 1                                    | 0                                    | 0                                    | 0                                    | 0                                    | 1      | 0      | 0      | 0      | 0      |
| C. Jones       | 11                                   | 1                                    | 0                                    | 0                                    | 1                                    | 11     | 1      | 0      | 0      | 1      |
| B. Knoerr      | 2                                    | 9                                    | 8                                    | 1                                    | 0                                    | 2      | 9      | 8      | 1      | 0      |
| A. Leon        | 26                                   | 1                                    | 1                                    | 0                                    | 0                                    | 26     | 1      | 1      | 0      | 0      |
| D. McGehee     | 1                                    | 1                                    | 0                                    | 0                                    | 1                                    | 1      | 1      | 0      | 0      | 1      |
| M. Mokan       | 6                                    | 5,5                                  | 4                                    | 0,5                                  | 1                                    | 6      | 5,5    | 4      | 0,5    | 1      |
| J. Morris      | 25                                   | 132,5                                | 82                                   | 34,5                                 | 16                                   | 25     | 132,5  | 82     | 34,5   | 16     |
| Z. Puentes     | 26                                   | 370,5                                | 327                                  | 27,5                                 | 16                                   | 26     | 370,5  | 327    | 27,5   | 16     |
| E. Rehmann     | 23                                   | 164,5                                | 108                                  | 44,5                                 | 12                                   | 23     | 164,5  | 108    | 44,5   | 12     |
| C. Rodriguez   | 21                                   | 0                                    | 0                                    | 0                                    | 0                                    | 21     | 0      | 0      | 0      | 0      |
| M. Staskunas   | 26                                   | 358,5                                | 300                                  | 20,5                                 | 38                                   | 26     | 358,5  | 300    | 20,5   | 38     |
| J. Walsh       | 6                                    | 9                                    | 1                                    | 5                                    | 3                                    | 6      | 9      | 1      | 5      | 3      |
| A. Winiarczyk  | 15                                   | 96                                   | 70                                   | 14                                   | 12                                   | 15     | 96     | 70     | 14     | 12     |
| L. Zelnis      | 9                                    | 4                                    | 2                                    | 0                                    | 2                                    | 9      | 4      | 2      | 0      | 2      |
| C. Zimmerman   | 12                                   | 1,5                                  | 0                                    | 0,5                                  | 1                                    | 12     | 1,5    | 0      | 0,5    | 1      |

P = presenze; PT = punti totali; AV = attacchi vincenti; MV = muri vincenti; BV = battute vincenti

NB: I muri singoli valgono una unità di punto, mentre i muri doppi e tripli valgono mezza unità di punto; anche i giocatori nel ruolo di libero sono impegnati al servizio